# Silicon Wadi

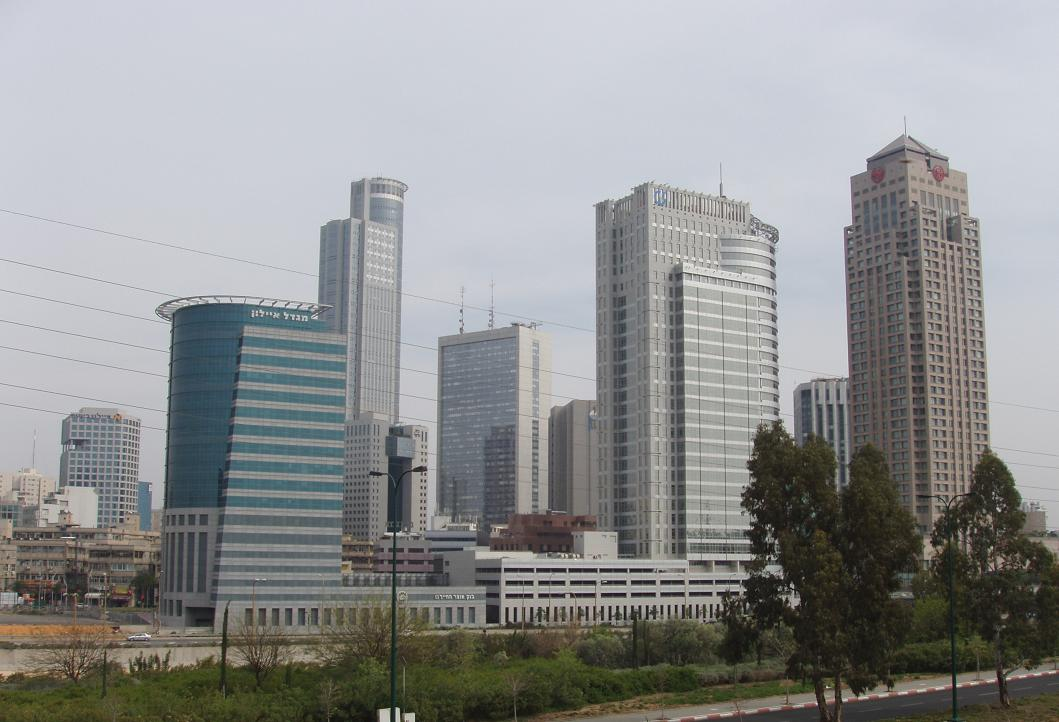
Diamond Exchange District (Distretto di scambio dei diamanti) a Ramat Gan

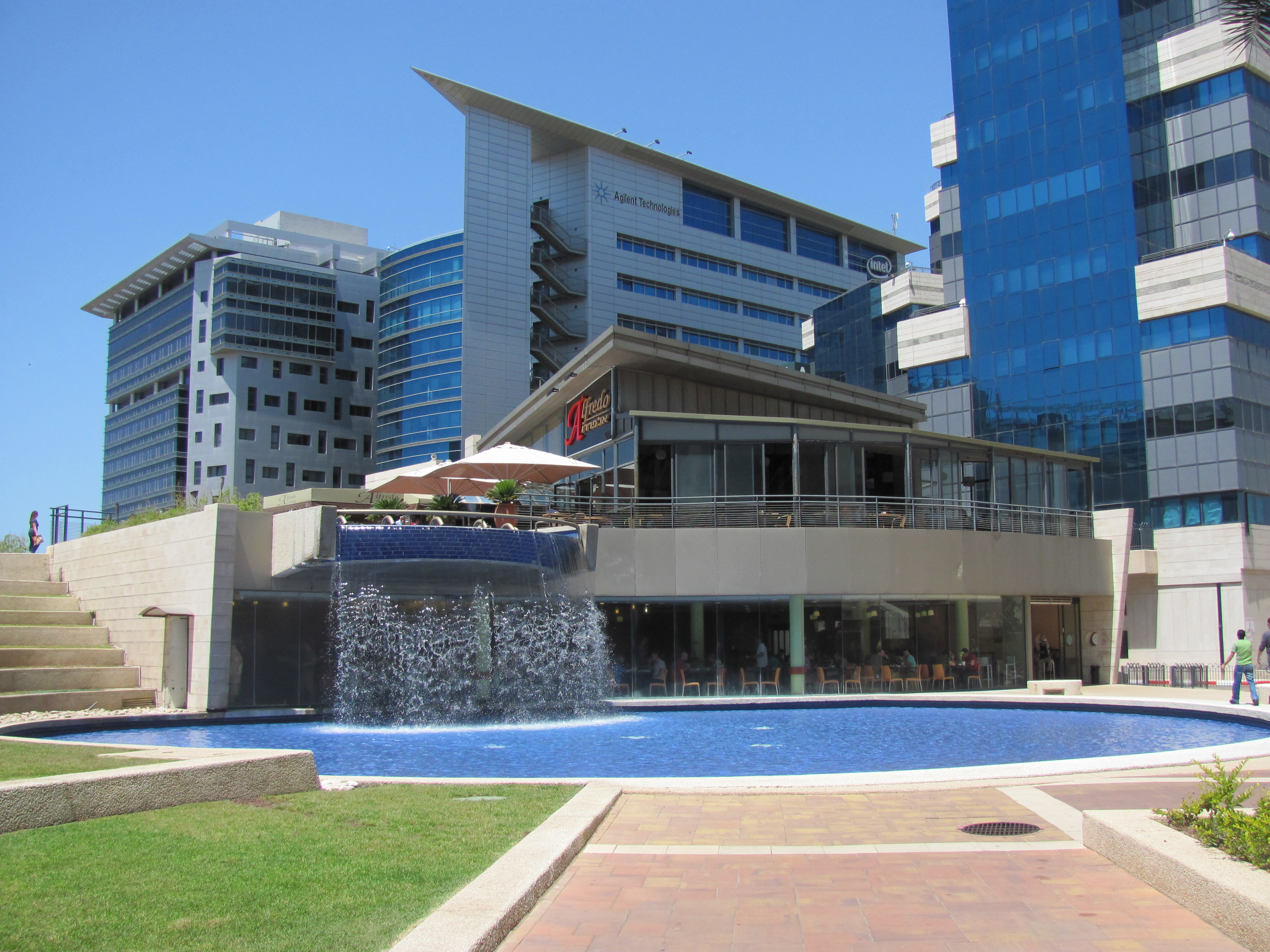
Parco High Tech Azorim di Petah-Tikva

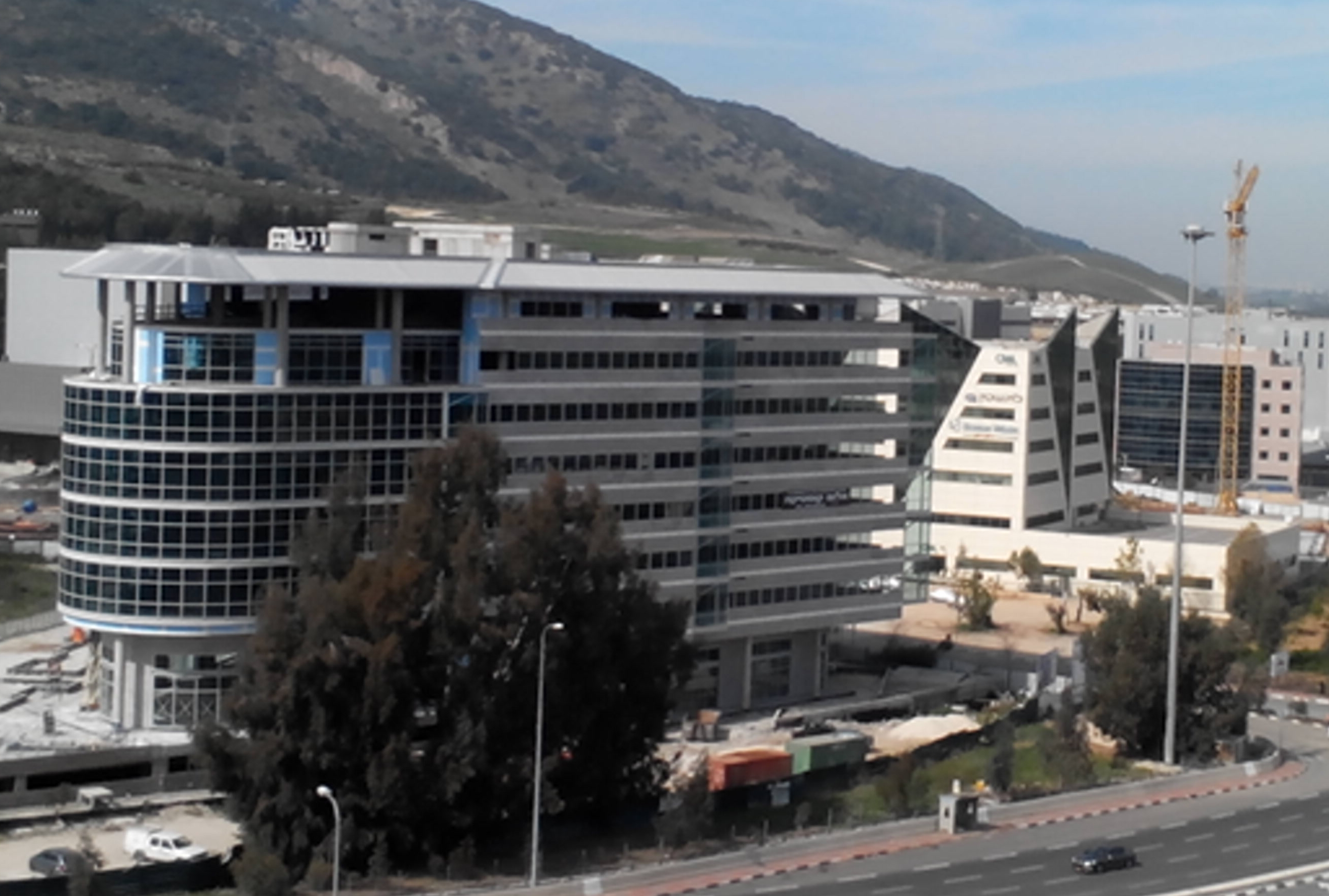
Parco Villaggio High Tech di Yokneam

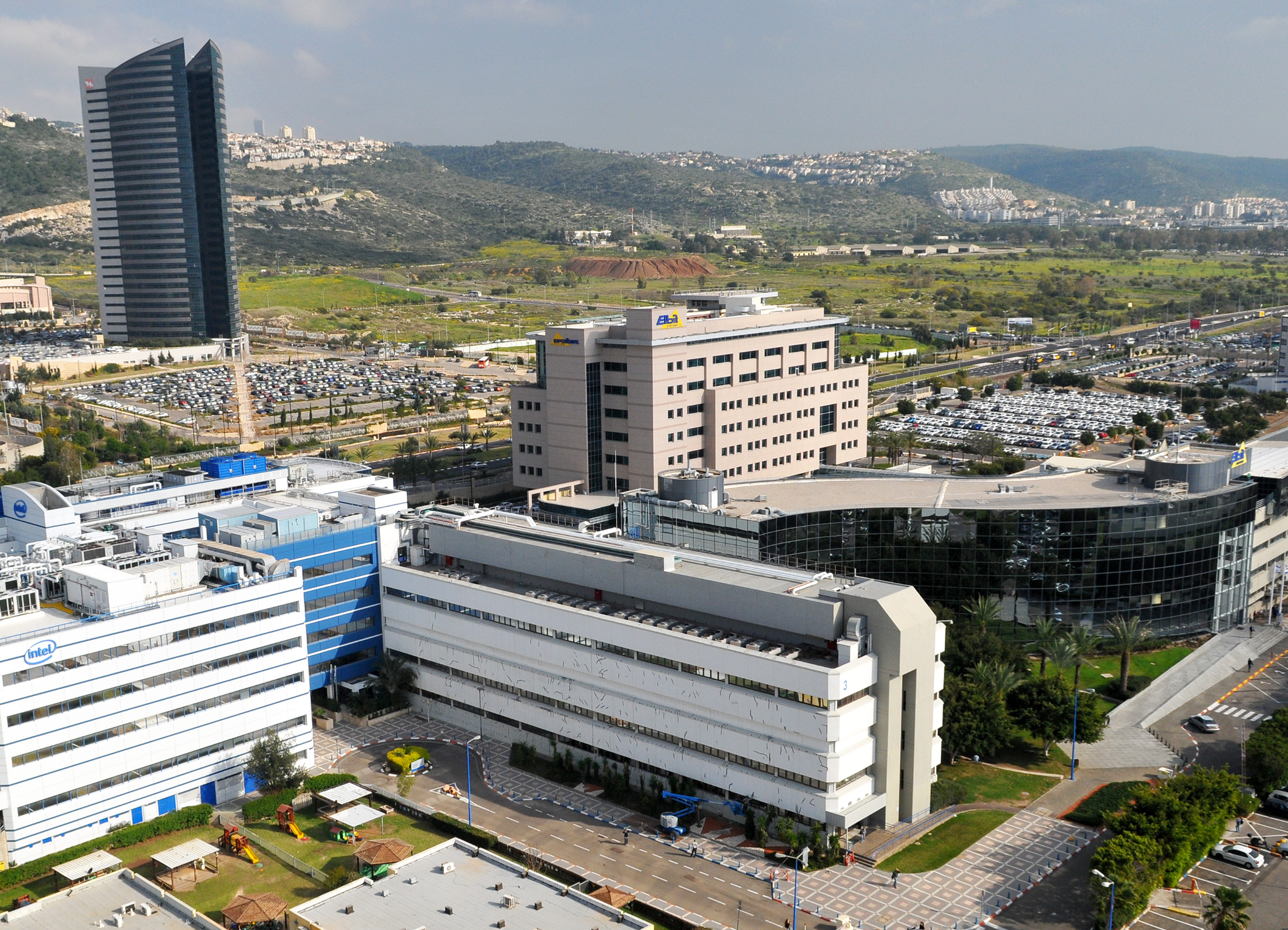
Matam High-Tech park ad Haifa

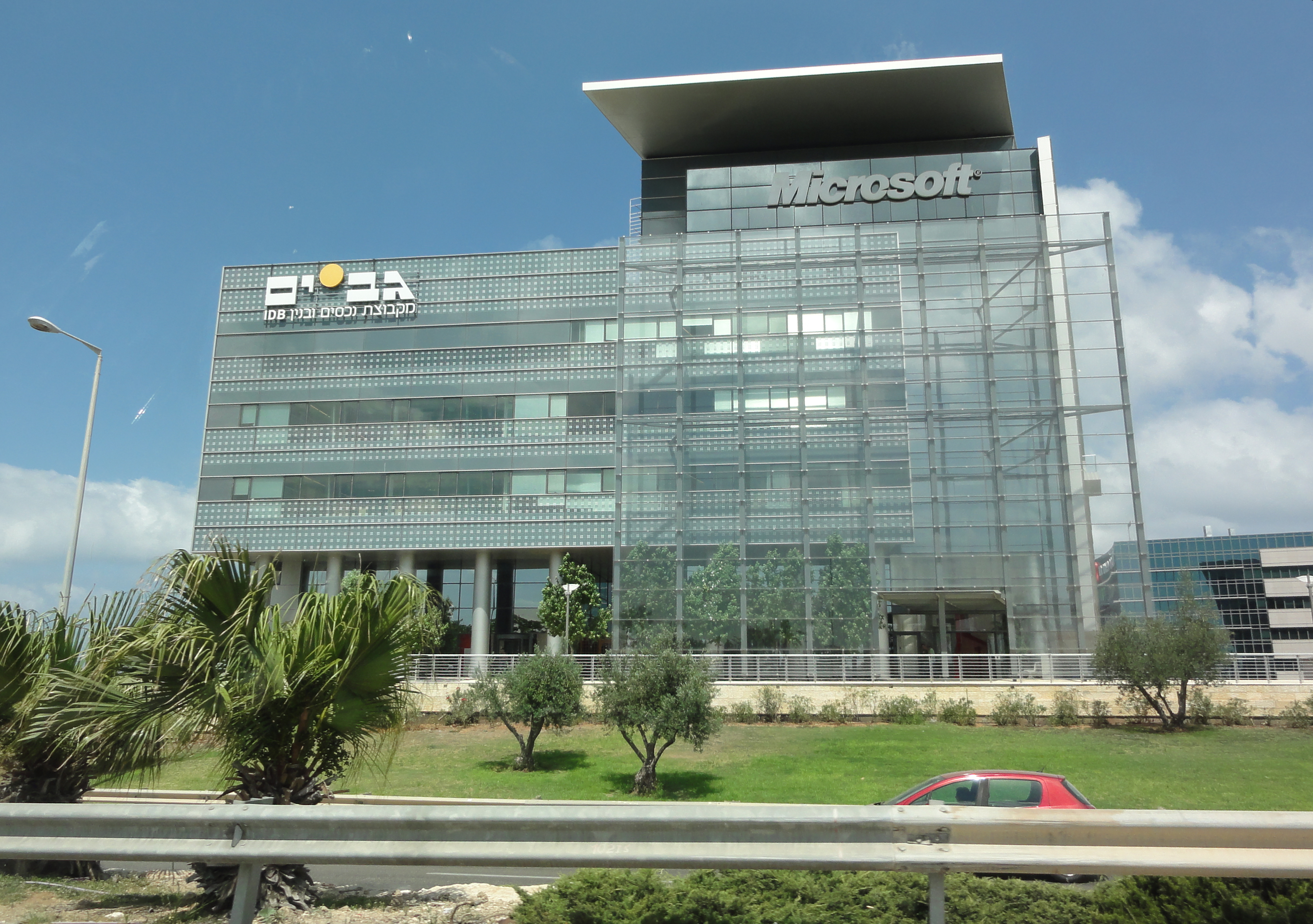
Microsoft House a Haifa

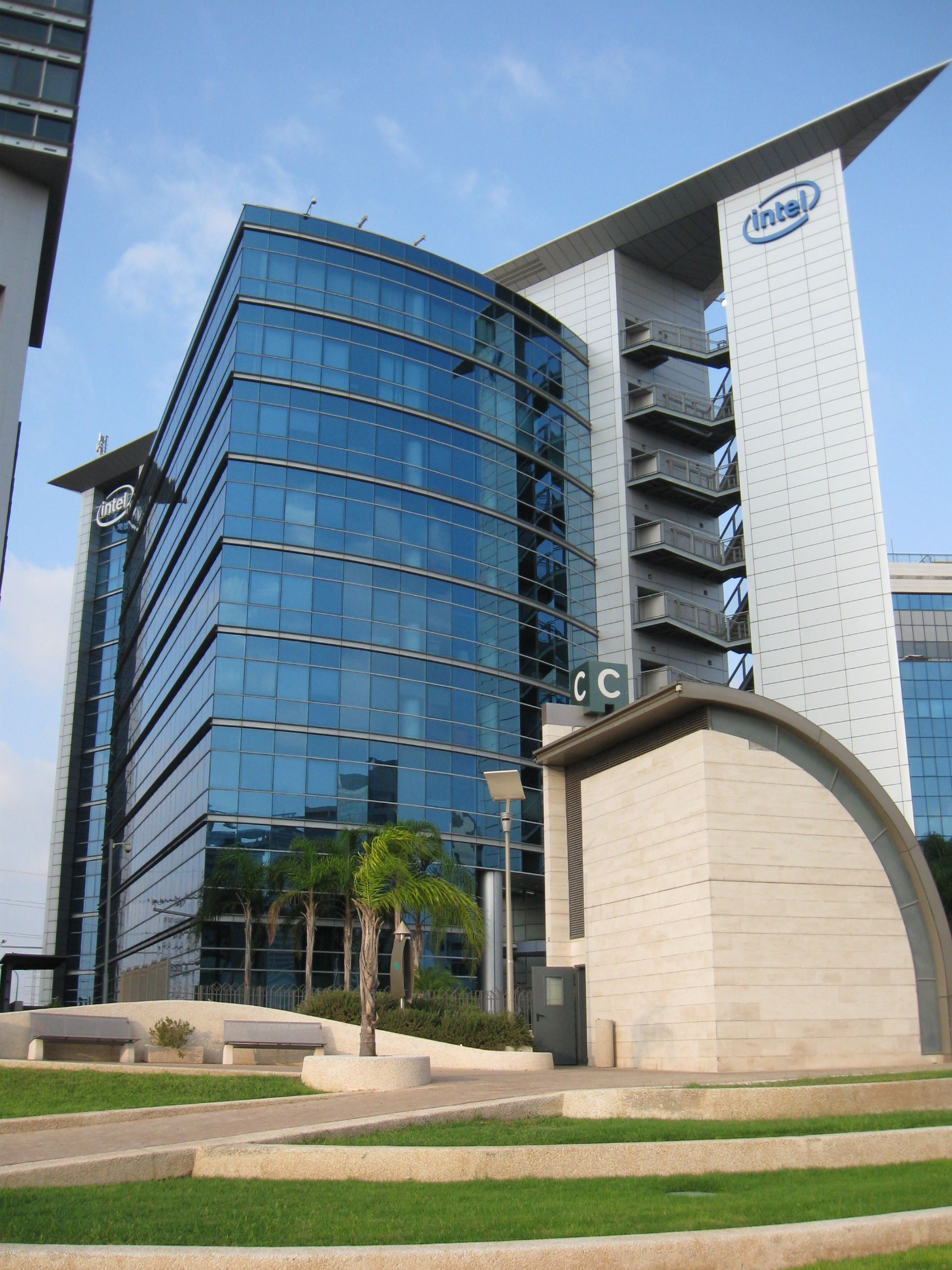
Edificio Intel a Petah Tikva

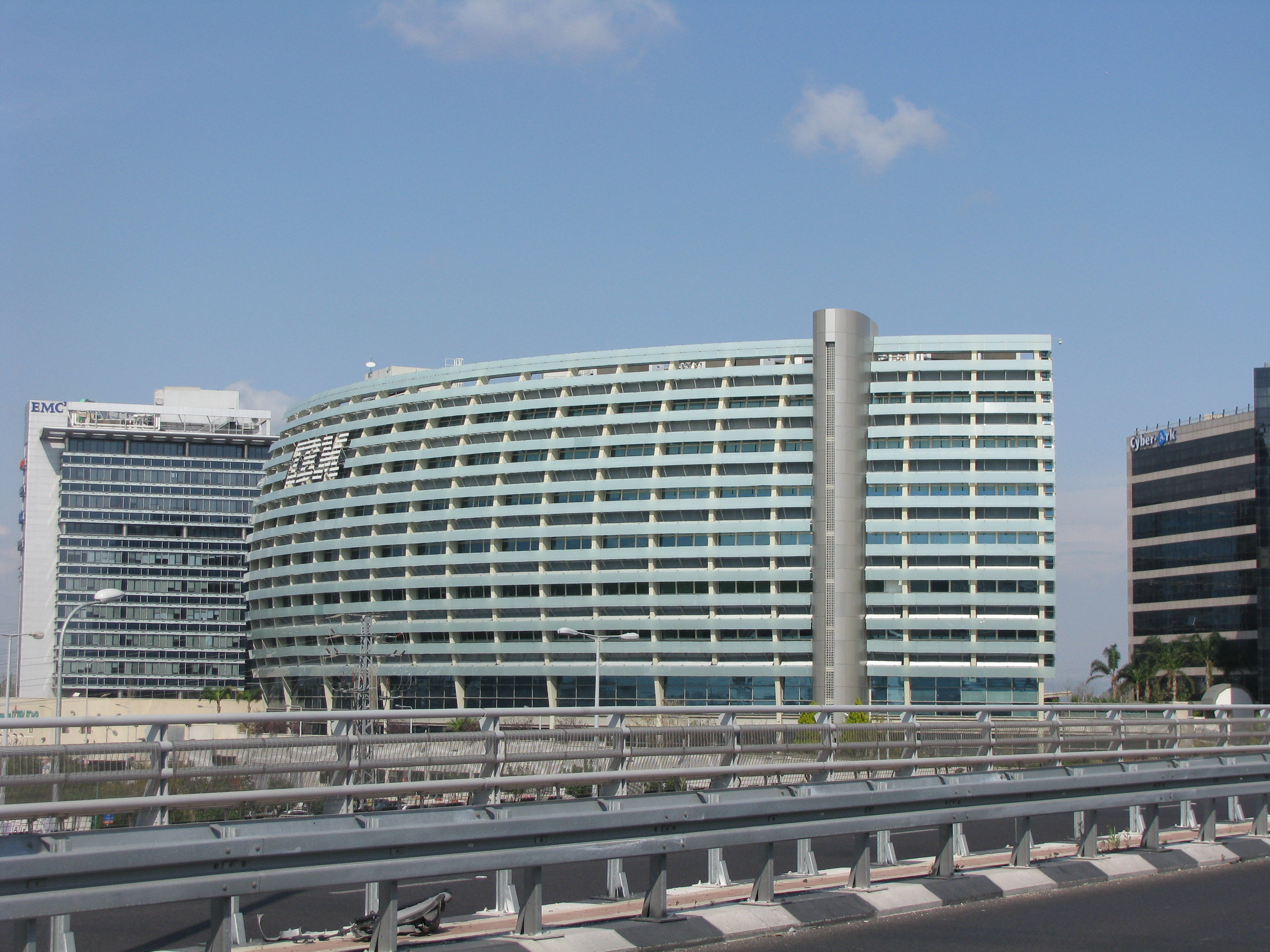
Edificio IBM a Petah Tikva

Silicon Wadi (in ebraico סיליקון ואדי‎?, lit: "Silicon Valley") è un'area ad alta concentrazione di aziende tecnologiche lungo l'area costiera di Israele ed in particolare di Tel Aviv, simile alla controparte statunitense Silicon Valley ed è il motivo per cui è stata soprannominata anche la nazione start-up.
Le aree intorno a Tel Aviv sono: Ra'anana, Petah Tikva, Herzliya, Netanya, il quartiere Rishon Le Zion di Rehovot, poi si trovano zone anche ad Haifa e in Caesarea.
Recentemente anche Gerusalemme sta creando aree con aziende tecnologiche  come la città di Yokneam Illit e l'area intorno all'aeroporto.